# U Cluj (handbal feminin)
Clubul Sportiv Universitatea Cluj-Napoca, prescurtat „U” Cluj, este o echipă de handbal feminin din Cluj-Napoca, România, secție a clubului sportiv CS Universitatea Cluj-Napoca. Echipa evoluează în Divizia A, eșalonul valoric secund al handbalului feminin românesc. Anterior, din 1996 până în 2021, a evoluat în Liga Națională. Sediul clubului se află pe strada Cardinal Iuliu Hossu nr. 23 din Cluj-Napoca, iar echipa își desfășoară meciurile de pe teren propriu în Sala Horia Demian și Sala Polivalentă. Culorile oficiale ale clubului sunt alb-negru.
Între anii 1959-1966 a purtat denumirea Știința Cluj. De-a lungul anilor, din motive de sponsorizare, echipa a purtat și alte denumiri: Universitatea Farmec Cluj (1982-1996), Uni Ursus Cluj (1996-2003), Universitatea Jolidon Cluj (2003-2014) și Universitatea Alexandrion Cluj (2014-2016).

## Palmares[4][5][6][7][8][9][10][11][12]
- Liga Campionilor:
  - Grupe (1): 2013

- Cupa Cupelor:
  - Sferturi de finală (1): 2008
  - Optimi de finală (1): 2012
  - Turul 3 (1): 2015

- Cupa EHF:
  - Sferturi de finală (1): 2014
  - Turul 3 (1): 2011
  - Turul 1 (1): 1999

- Cupa Challenge:
  -  Finalistă (1): 2007
  - Sferturi de finală (1): 2003
  - Optimi de finală (1): 2004

- Liga Națională:
  -  Locul 2 (3): 2010, 2011, 2012
  -  Locul 3 (3): 1998, 2007, 2013

- Cupa României:
  - Semifinale (1): 2007

- Supercupa României:
  -  Locul 2 (1): 2013

## Meciuri europene
Conform Federației Europene de Handbal:
| Sezon   | Competiție       | Fază                                   | Club                            | Tur            | Retur          | Total          |
| ------- | ---------------- | -------------------------------------- | ------------------------------- | -------------- | -------------- | -------------- |
|         |                  |                                        |                                 |                |                |                |
| 1998-99 | Cupa EHF         | 1/16 de finală                         | GKS Piotrkovia                  | 24-19          | 21-28          | 45–47          |
|         |                  |                                        |                                 |                |                |                |
| 2002-03 | Cupa Challenge   | Turul 3                                | Toulon Feminin                  | 26-18          | 34-20          | 60–38          |
| 2002-03 | Cupa Challenge   | Turul 4                                | Pirin Blagoevgrad               | 27-22          | 25-20          | 52–42          |
| 2002-03 | Cupa Challenge   | 1/4 de finală                          | Nata AZS-AWFiS Gdansk           | 26-30          | 27-29          | 53–59          |
|         |                  |                                        |                                 |                |                |                |
| 2003-04 | Cupa Challenge   | Turul 3                                | Latsia Nicosia                  | 42-25          | 29-21          | 71–46          |
| 2003-04 | Cupa Challenge   | 1/8 de finală                          | 1. FC Nürnberg                  | 25-35          | 28-24          | 53–59          |
|         |                  |                                        |                                 |                |                |                |
| 2006-07 | Cupa Challenge   | Turul 2 (Grupa A)                      | Colégio de Gaia                 | 44–20          | 44–20          | Locul întâi    |
| 2006-07 | Cupa Challenge   | Turul 2 (Grupa A)                      | ŽRK „Zeljeznicar” Hadzici       | 37–26          | 37–26          | Locul întâi    |
| 2006-07 | Cupa Challenge   | Turul 2 (Grupa A)                      | H.C. Nuorese                    | 36–27          | 36–27          | Locul întâi    |
| 2006-07 | Cupa Challenge   | Turul 3                                | C.S. Madeira                    | 37-25          | 40-19          | 77–54          |
| 2006-07 | Cupa Challenge   | 1/8 de finală                          | HC Econom Univ.-Energo Lviv     | 39-26          | 29-27          | 68–53          |
| 2006-07 | Cupa Challenge   | 1/4 de finală                          | C.S. Tomis Constanta            | 34-21          | 27-28          | 61–49          |
| 2006-07 | Cupa Challenge   | Semifinale                             | RK Trešnjevka Zagreb            | 32-30          | 33-27          | 65–57          |
| 2006-07 | Cupa Challenge   | Finala                                 | RK „Naisa" Niš (a)              | 32-23          | 21-30          | 53–53          |
|         |                  |                                        |                                 |                |                |                |
| 2007-08 | Cupa Cupelor     | Turul 3                                | SSV Dornbirn Schoren            | 40-18          | 40-24          | 80–42          |
| 2007-08 | Cupa Cupelor     | Turul 4                                | RK „Naisa" Niš                  | 33-28          | 23-18          | 56–46          |
| 2007-08 | Cupa Cupelor     | 1/4 de finală                          | RK Podravka Vegeta              | 33-27          | 31-38          | 64–65          |
|         |                  |                                        |                                 |                |                |                |
| 2010-11 | Liga Campionilor | Turneul de calificare 2 (Grupa 3)      | ŽRK Metalurg Skopje             | 29–24          | 29–24          | Cupa EHF       |
| 2010-11 | Liga Campionilor | Turneul de calificare 2 (Grupa 3)      | IK Sävehof                      | 21–33          | 21–33          | Cupa EHF       |
| 2010-11 | Liga Campionilor | Turneul de calificare 2 (Grupa 3)      | Byasen                          | 25–33          | 25–33          | Cupa EHF       |
| 2010-11 | Cupa EHF         | Turul 3                                | VfL Oldenburg                   | 30-37          | 28-30          | 58–67          |
|         |                  |                                        |                                 |                |                |                |
| 2011-12 | Liga Campionilor | Turneul de calificare 2 (Grupa 1) / SF | RK Zaječar                      | 33-32          | 33-32          | 33-32          |
| 2011-12 | Liga Campionilor | Turneul de calificare 2 (Grupa 1) / F  | Viborg HK                       | 21-37 Cupa EHF | 21-37 Cupa EHF | 21-37 Cupa EHF |
| 2011-12 | Cupa EHF         | Turul 3                                | Levanger HK                     | 27-23          | 32-17          | 59–40          |
| 2011-12 | Cupa EHF         | Optimi                                 | Dinamo Volgograd                | 24-29          | 31-35          | 55–64          |
|         |                  |                                        |                                 |                |                |                |
| 2012-13 | Liga Campionilor | Turneul de calificare (Grupa 3) / SF   | Muratpasa Belediyesi SK Antalya | 34-26          | 34-26          | 34-26          |
| 2012-13 | Liga Campionilor | Turneul de calificare (Grupa 3) / F    | Rostov-Don                      | 23-22          | 23-22          | 23-22          |
| 2012-13 | Liga Campionilor | Faza grupelor (Grupa B)                | RK Krim Mercator                | 27–28          | 23–31          | Locul patru    |
| 2012-13 | Liga Campionilor | Faza grupelor (Grupa B)                | Győri Audi ETO KC               | 25–30          | 26–37          | Locul patru    |
| 2012-13 | Liga Campionilor | Faza grupelor (Grupa B)                | RK Podravka Vegeta              | 19–20          | 28–21          | Locul patru    |
|         |                  |                                        |                                 |                |                |                |
| 2013-14 | Cupa EHF         | Turul 3                                | A.C. PAOK                       | 39-25          | 32-28          | 71–53          |
| 2013-14 | Cupa EHF         | Șaisprezecimi                          | Cankaya Bel. Anka Spor K.       | 34-22          | 32-23          | 66–45          |
| 2013-14 | Cupa EHF         | Sferturi                               | Fehérvár KC                     | 21-28          | 21-24          | 42–52          |
|         |                  |                                        |                                 |                |                |                |
| 2014-15 | Cupa Cupelor     | Turul 3                                | ŽRK Radnički Kragujevac         | 29-29          | 19-24          | 48–53          |

## Sezoane recente
Conform Federației Române de Handbal și Federației Europene de Handbal:
Până în sezonul 1996-1997 primul eșalon al handbalului românesc s-a numit Divizia A (DA) iar al doilea eșalon s-a numit Divizia B (DB). Din sezonul 1997-1998 primul eșalon al handbalului românesc s-a numit Liga Națională (LN) iar al doilea eșalon s-a numit Divizia A (DA).
Cupa României s-a desfășurat începând cu sezonul 1977-1978. În sezoanele 1990-1991, 1999-2000, 2000-2001, 2004-2005, 2007-2008, 2008-2009, 2009-2010 și 2011-2012 nu a fost organizată.
Supercupa României s-a desfășurat începând cu sezonul 2006-2007. În sezoanele 2007-2008, 2008-2009, 2009-2010 și 2011-2012 nu a fost organizată.
| Sezon   | Competiție națională | Loc    | Cupa României | Supercupa României | Competiție europeană | Competiție europeană |
| ------- | -------------------- | ------ | ------------- | ------------------ | -------------------- | -------------------- |
| 1996-97 | DA                   | 8      |               |                    |                      |                      |
| 1997-98 | LN                   | Bronz  |               |                    |                      |                      |
| 1998-99 | LN                   | 7      |               |                    | Cupa EHF             | Șaisprezecimi        |
| 1999-00 | LN                   | 9      |               |                    |                      |                      |
| 2000-01 | LN                   | 8      |               |                    |                      |                      |
| 2001-02 | LN                   | 6      |               |                    |                      |                      |
| 2002-03 | LN                   | 5      |               |                    | Cupa Challenge       | Sfertfinalistă       |
| 2003-04 | LN                   | 6      |               |                    | Cupa Challenge       | Optimi               |
| 2004-05 | LN                   | 11     |               |                    |                      |                      |
| 2005-06 | LN                   | 6      |               |                    |                      |                      |
| 2006-07 | LN                   | Bronz  | Semifinalistă |                    | Cupa Challenge       | Finalistă            |
| 2007-08 | LN                   | 6      |               |                    | Cupa Cupelor         | Sfertfinalistă       |
| 2008-09 | LN                   | 11     |               |                    |                      |                      |
| 2009-10 | LN                   | Argint |               |                    |                      |                      |

| Sezon   | Competiție națională | Loc    | Cupa României | Supercupa României | Competiție europeană        | Competiție europeană           |
| ------- | -------------------- | ------ | ------------- | ------------------ | --------------------------- | ------------------------------ |
| 2010-11 | LN                   | Argint |               |                    | Liga Campionilor / Cupa EHF | Turneu de calificare / Turul 3 |
| 2011-12 | LN                   | Argint |               |                    | Liga Campionilor / Cupa EHF | Turneu de calificare / Optimi  |
| 2012-13 | LN                   | Bronz  |               | Finalistă          | Liga Campionilor            | Faza grupelor                  |
| 2013-14 | LN                   | 4      |               |                    | Cupa EHF                    | Sfertfinalistă                 |
| 2014-15 | LN                   | 10     |               |                    | Cupa Cupelor                | Turul 3                        |
| 2015-16 | LN                   | 10     |               |                    |                             |                                |
| 2016-17 | LN                   | 10     |               |                    |                             |                                |
| 2017-18 | LN                   | 10     |               |                    |                             |                                |
| 2018-19 | LN                   | 12     |               |                    |                             |                                |
| 2019-20 | LN                   | 12✳    |               |                    |                             |                                |
| 2020-21 | LN                   | 14     |               |                    |                             |                                |
| 2021-22 | DA                   | 2      |               |                    |                             |                                |
| 2022-23 | DA                   | 6      |               |                    |                             |                                |
| 2023-24 | DA                   | 6      |               |                    |                             |                                |

✳ Sezonul 2019-2020 al Ligii Naționale s-a încheiat, din cauza pandemiei de coronaviroză cauzată de noul coronavirus 2019-nCoV (SARS-CoV-2), fără a se mai disputa ultimele șapte etape, XX–XXVI, cu rămânerea în vigoare a clasamentului valabil la data de 11 martie 2020, când s-a desfășurat ultimul meci, fără introducerea unor criterii finale de departajare, fără a retrograda nici o echipă și fără a se acorda titlul și medalii.

## Istoric[4][5][6][7][8][9][10][11][12]

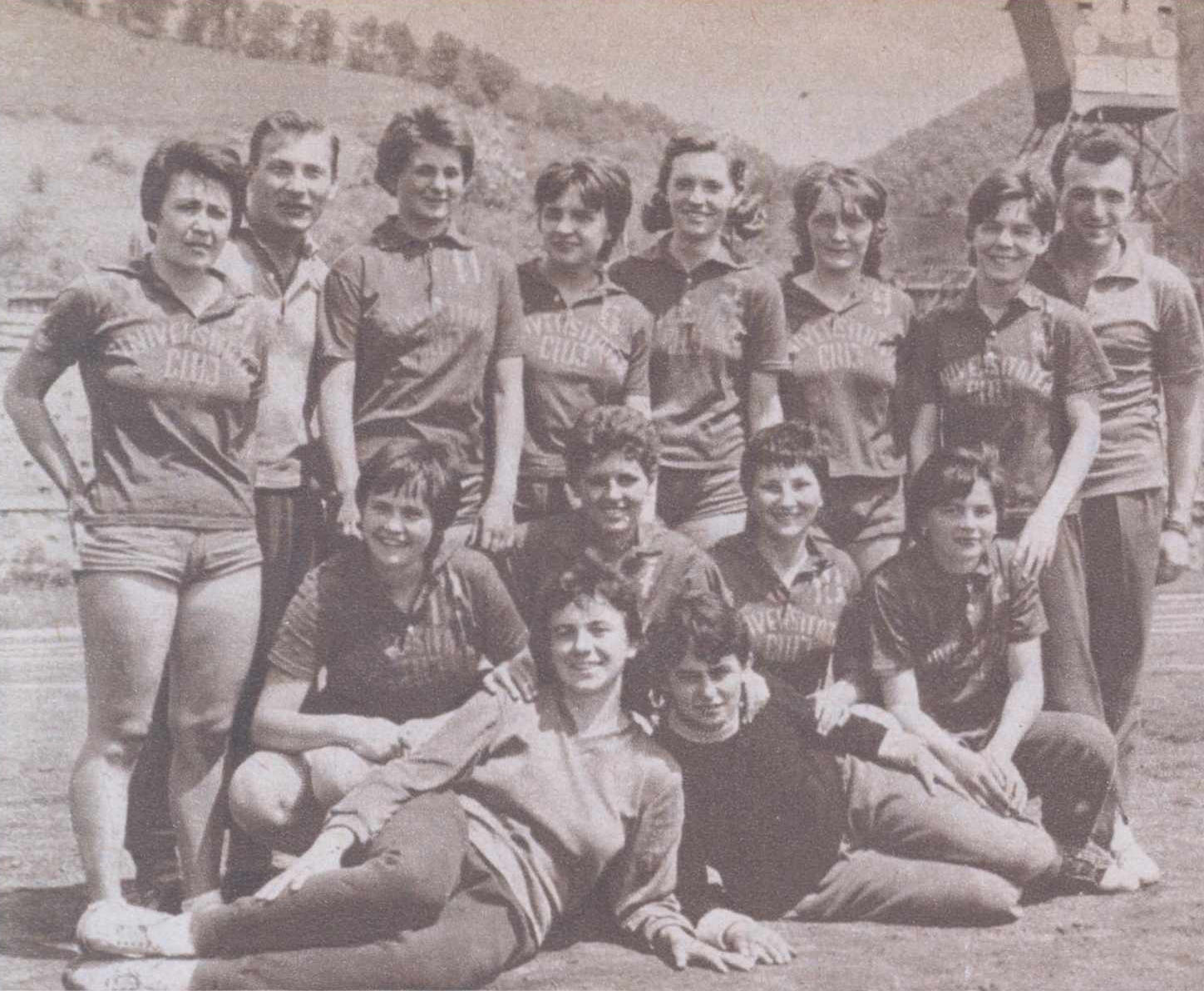
Echipa din 1963

Handbalul feminin apare la Știința Cluj în 1959-1960, sub comanda lui Aurel Matei. În sezonul 1962-1963, echipa este preluată de asistentul Tiberiu Rusu. În 1963, promovează în Campionatul republican de handbal feminin categoria A, cum era denumirea primul eșalon al handbalului românesc din acea vreme, după turneul de calificare de la Baia Mare. Lotul de atunci: Coroiu, Csegeni, Maximilian, Tőrők, Zsigmond, Ujsaghi, Floroianu, Mathe, Szilagy, Stoica, Scridon, Vigh, Tőkes. Nu va rezista în Categoria A decât două campionate. În sezonul 1964-1965 retrogradează. În sezonul 1966-1967 ocupă locul secund în Cupa de Iarnă cu lotul: Vigh, Guran, Vidu, Olaru, Maximilian, Borza, Csegeny, Cociș, Madău, Moricz , Turos. Va figura din nou printre participantele la campionatul Categoriei A în sezonul 1971-1972, cu următorul lot: Moroșan, Vidu, Csegeny, Aftenie, Bearz, Pepelea, Cociș, Șimon, Chirilă, Parău, Guran, Ciprian, Toth.
În perioda deceniilor șapte și opt ale secolului XX, echipa va trece prin promovări (sezoanele 1975-1976, 1978-1979) și retrogadări succesive (sezoanele 1971-1972, 1977-1978 și 1981-1982). Din 1982 echipa va evolua în Categoria B, al doilea eșalon al handbalului românesc din acea vreme. Echipa în frunte cu căpitanul Mia Oșorhean și profesorul Gheorghe Mărginean, care avea s-o aducă la echipă și pe junioara de la CSȘ Viitorul Cluj-Napoca, Carmen Amariei, va promova la finele sezonului 1995-1996 pe scena primei divizii. Moment în care echipa intră sub patronajul Ursus. Sunt aduse noi jucătoare și pe banca tehnică antrenorul Dinu Cojocaru.
O primă performanță va fi cucerirea medaliilor de bronz în campionatul 1997-1998 și, evident, un loc în Cupa EHF. Formația clujeană, cu o media de vârstă în momentul acela de sub 19 ani, n-a putut rezista adversarei din primul tur al Cupei EHF, formația poloneză GKS Piotrkovia, pierzând dubla la un total de 45-47. Vor urma locurile VII în 1999 și 2000, când este demis antrenorul Dinu Cojocaru, VIII în 2001, profesorul Gheorghe Mărginean fiind rechemat la echipă după demisia lui Gheorghe Covaciu și VI în 2002, loc, pe atunci, de Cupa Challenge. Poziție cucerită de echipa: Ionica Munteanu, Florentina Grecu – portari, Mirela Rogoz, Oana Chirilă, Simona Sârbu, Georgeta Vârtic, Andreea Pop, Annamária Ilyés, Ancuța Deac, Mihaela Senocico, Alina Ariton, Mihaela Urcan, Andreea Vlad și Alina Petrache. Pentru viitorul sezon european, 2002-2003, „U” Ursus nu va beneficia însă de întreagă această garnitură, Munteanu plecând în campionatul francez la Le Havre AC, Chirilă în cel spaniol la Elda Prestigio iar Ilyés la HC Selmont Baia Mare, este adusă în schimb pentru fortificarea buturilor Monica Bochiș. Traseul european va fi ceva mai lung decât cel din 1998-1999, echipa oprindu-se în sferturile Cupei Challenge cu polonezele de la Nata Gdansk: 26-30, respectiv 27-29, fiind la un pas de o semifinală românească cu HC Selmont Baia Mare. Intern, echipa condusă de Liviu Jurcă, termină campionatul 2002-2003 pe locul V obținând a treia sa calificare într-o cupă continentală. Dar eliminarea din Cupa Challenge determină Ursus-ul să-și retragă finanțarea astfel era „Ursus” se încheie.
Începând cu vara lui 2003, formația universitară clujeană începe colaborarea cu Jolidon. În primul an al colaborării, echipa situându-se în Liga Națională pe locul VI, iar în Cupa Challenge disputând optimi cu formația germană FC Nürnberg care se va califica cu scorul total de 59-53. Sezonul următor, 2004-2005, însă echipa intră în vrie, încheind campionatul pe XI. Se salvează în extremis, câștigând barajul de promovare-retrogradare. Se ajunsese în această situație-limită deoarece în intersezon, echipa antrenată de Liviu Jurcă pierduse șase jucătoare din primul șapte, Senocico, Vârtic și Sârbu plecaseră peste hotare, Urcan și Vlad la Rulmentul Brașov iar Petrache la Tomis Constanța. „U” Jolidon va renunța la serviciile antrenorului Jurcă și îl va aduce la Cluj pe Gheorghe Covaciu. Tehnicianul care între timp a condus-o pe Rapid spre titlul campioană din sezonul 2002-2003, bronz în 2003-2004, vicecampioană în 2004-2005 și câștigarea Cupei României 2004. Covaciu va aduce o parte din garnitura din Giulești: Cristina Dogaru-Cucuian, Gianina Toncean, Magdalena Paraschiv și cel ce va gira în următorii 4 ani funcția de director sportiv al „U” Jolidon, Mircea Cucuian. Revine totodată la echipă Mihaela Senocico, care în viitoarele trei sezoane va ocupa locul secund în ierarhia națională a golgeterelor. „U” Jolidon reușește un campionat bun, încheind ediția 2005-2006 pe locul VI. Care avea să devină loc de cupă europeană, EHF suplimentând locurile alocate României ca urmare a faptului că ultima finală Challenge Cup fusese una românească: Rulmentul Brașov - Tomis Constanța. Parcursul european a început cu câștigarea turneului preliminar de la Cluj, adversarele „U”-ului fiind bosniacele de la ŽRK Zeljeznicar Hadzici, portughezele de la Colegio de Gaia și italiencele de la HC Nuorese. Urmează, în tururile 3 și 4, victorii asupra portughezelor de la CS Madeira (77-54) și a ucrainiencelor de la HC Energo Lvov (68-53), iar în sferturi de finală o calificare în dauna Tomisului din Constanța: 34-21 și 27-28. În semifinalele unei cupe continentale, premieră în istoria handbalului clujean, adversară RK Trešnjevka Zagreb, reprezentanta handbalului croat. Prima manșă se dispută la Cluj și se încheie cu victoria gazdelor cu 32-30. La Zagreb „U” Jolidon se impune cu scorul de 33-27, coordonatoarele de joc Senocico și Busuioceanu marcând 13, respectiv 8 goluri ajutate de Bîrsan cu 5, iar Dogaru-Cucuian zăvorăște poarta cu 21 de intervenții salvatoare. Finala cu formația sârbă Naisa Niš, va fi pierdută de clujence după ce ele își asiguraseră, acasă, un avantaj consistent: 32-23. Avantaj pe care sârboaicele l-au surmontat la Niš, câștigând 30-21, și totodată Cupa Challenge întrucât înscriseseră mai multe goluri în deplasare decât reușise „U” în manșa similară.
Pe lângă acest eveniment continental, „U” Jolidon reușește și bronzul Ligii Naționale ediția 2006-2007. Medalie care asigura handbalului feminin clujean cea de a cincea sa prezență în competițiile europene rezervate echipelor de club, de data aceasta: Cupa Cupelor 2007-2008. În care „U” Jolidon elimină în turul 3 trupa austriacă Dornbirn Schören (80-42, ambele manșe la Cluj) și în optimi pe Naisa Niš (acasă, 33-28 și în deplasare, 23-18). În sferturile Cupei Cupelor „U” întâlnește Podravka Vegeta, câștigând la Cluj cu 33-27 și pierzând la Koprivnica: 31-38, croatele izbutind golul calificării la chiar ultimul lor atac. Lotul din acel sezon: Dogaru-Cucuian, Imola Berei, Viorica Șuba – portari, Magdalena Paraschiv, Amelia Busuioceanu, Daniela Brânzan, Marinela Gherman, Adriana Tudorache, Ancuța Mureșan, Anca Amariei, Mihaela Ani-Senocico, Florina Chintoan, Nicoleta Dincă, Andrada Scrobotă, Gabriela Halațiu, Andreea Huială și Carmen Amariei. În următoarela două sezoane „U” Jolidon se poziționează dincoace de bariera europeană: locul VI în 2008 și XI în 2009. Sezonul 2009-2010 va aduce cea mai mare performanță de până atunci, titlul de vicecampioană și dreptul de a participa la turneul de calificare în Liga Campionilor 2010-2011. Turneu organizat la Skopje (Macedonia), la care pe lângă echipa clujeană vor participa: Sävehof (Suedia), Byasen (Norvegia) și gazdele de Metalurg Skopje. „U” Jolidon va câștiga primul meci cu Metalurg Skopje 29-24, pierzând cu Sävehof 21-33 și Byasen 25-33. Plasându-se pe locul trei nu s-a calificat în grupele Ligii Campionilor, dar va continua în turul 3 al Cupei EHF. Sorții îi aduc ca adversară formația germană VfL Oldenburg, prima manșă disputată în deplasare va fi pierdută 30-37, meciul de la Cluj-Napoca aduce o nouă înfrângere 28-30, și cu un total de 58-67, este eliminată din competiție. În decembrie 2010, la Campionatul European din Danemarca și Norvegia, Florina Chintoan și Magdalena Paraschiv au cucerit cu echipa națională a României medalia de bronz după ce au învins reprezentativa Danemarcei cu scorul de 16-15 (9-7), în finala mică a competiției. Un nou titlu de vicecampioană obținut în ediția 2010-2011 a Ligii Naționale aduce o nouă șansă de califcare în Liga Campionilor. Organizată într-un format nou, în grupa de calificare de la Grenaa, Danemarca, „U” Jolidon întâlnește pe RK Zaječar din Serbia, în componență cu românca Tereza Pîslaru, de care dispune cu 33-32. Viborg HK, multiplă câștigătoare a Ligii Campionilor, adversara din al doilea meci va câștiga cu 37-21. Clasându-se pe locul doi, formația clujeană nu s-a calificat în grupele Ligii Campionilor, însă va continua în Cupa Cupelor din turul 3. Parcursul din Cupa Cupelor începe cu norvegiencele de la Levanger HK, eliminate cu scorul general de 59-40. În optimi, cu Dinamo Volgograd, la Cluj-Napoca meciul se încheie cu victoria rusoaicelor 29-24 iar la Volgograd situația se repetă, 35-31 pentru Dinamo, și cu scorul general 55-64, „U” Jolidon este eliminată din competiția europeană.
A treia medalie de argint obținută în ediția 2011-2012 le rezervă clujencelor o a treia participare la un turneu de calificare în grupele Ligii Campionilor 2012-2013. Turneul organizat la Cluj-Napoca le aduce în prima partidă ca adversară Muratpasa Belediyesi, reprezentanta handbalului turc. Adversară depășită cu 34-26, la capătul unui meci cu emoții, turcoaicele întorcând scorul și conducând la pauză cu 18-16, pe fondul unui final de primă repriză mai puțin inspirat. Formația clujeană a avut nevoie de o jumătate de repriză să recupereze deficitul de două goluri, Paraschiv și Tivadar au întors soarta meciului, cele două marcând de patru ori și au făcut ca tabele să arate 23-21 în favoarea clujencelor, iar din acel moment misiunea echipei antrenată de Gheorghe Covaciu s-a simplificat. Totuși Muratpasa nu a renunțat și s-a apropiat la două goluri cu cinci minute de final dar n-a fost loc de încă o răsturnare de scor, clujencele au dominat finalul de meci iar vicecampioana României obținea o calificare mult dorită în ultimul act al turneului pe care-l găzduia. În ultimul act „U” Jolidon întâlnea Rostov-Don care trecuse de RK Zajecar cu 29-28. Clujencele au început ezitant duelul cu rusoaicele, fiind conduse, dar izbutesc să egaleze, 6-6, la mijlocul primei reprize și să treacă la conducere grație reușitelor lui Cartaș și Chintoan. Astfel, prima repriză se încheie cu scorul de 13-11. La începutul reprizei a doua oaspetele preiau conducerea, dar clujencele revin la conducere grație golurilor marcate de Ani-Senocico și Dincă, iar victoria era tot mai aproape. Finalul s-a jucat într-un suspans de nedescris. Mai erau 40 de secunde, „U” Jolidon conducea cu un gol și avea atacul. Clujencele pierd însă mingea și trebuiau să reziste în apărare. Cu câteva secunde înainte de final Rostov-Don marchează, dar golul este anulat. Se termină 23-22. După două încercări nereușite, în anii anteriori, formația universitară se califică în grupele Ligii Campionilor, unde, pentru prima dată în istorie, România avea două echipe. Repartizată în grupa B alături de Győri Audi ETO KC și de două foste deținătoare ale Ligii, RK Krim Mercator și RK Podravka Vegeta, „U” Jolidon termină pe locul 4. Lotul care a obținut calificarea: Viktória Petróczi, Ana Maria Măzăreanu, Ionica Munteanu, Viorica Șuba – portari, Magdalena Paraschiv, Abigail Vălean, Clara Vădineanu, Mihaela Tivadar, Andreea Tetean, Adriana Stoian, Nicoleta Safta, Mihaela Ani-Senocico, Florina Chintoan, Nicoleta Dincă, Alina Țurcaș, Raluca Mihai, Alexandra Lup, Cristina Laslo, Irina Ivan, Ștefania Florea și Carmen Cartaș.
„U” Jolidon încheie ediția 2012-2013 a Ligii Naționale pe locul III. În vara anului 2013, după opt ani pe banca tehnică a echipei Gheorghe Covaciu este înlocuit de antrenorul bistrițean Horațiu Pașca. Pe lângă medaliile de bronz, clujencele dispută și Supercupa României 2013, pierdută în fața lui HCM Baia Mare. În Cupa EHF, depășesc în turul 3 A.C. PAOK (71-53), în optimi Cankaya (66-45), și sunt oprite în sferturi din drumul spre semifinală de către Fehérvár (42-52). Pentru prima oară după patru ani în sezonul 2013-2014 „U” Jolidon se situează în afara podiumului pe locul IV obținând calificarea în Cupa Cupelor. La sfârșitul sezonului Jolidon își retrage finanțarea astfel era „Jolidon” se încheie. În iulie-august 2014, Cristina Laslo, handbalista Universității Cluj a cucerit cu echipa națională Under 18 a României medalia de aur la Campionatul Mondial de junioare organizat în Macedonia, după ce a învins reprezentativa Germaniei cu scorul de 32-21 (15-7), în finala competiției și a fost desemnată cel mai bun centru al turneului final. Începând cu vara lui 2014 Alexandrion este noul partener al lui „U”, părțile semnând un acord pe o durată  de minin doi ani. Cu un lot întinerit și un antrenor nou Ioan Ani-Senocico înlocuindu-l pe Horațiu Pașca, „U” Alexandrion este eliminată din turul 3 al Cupei Cupelor, de către Radnički Kragujevac (48-53). Luna decembrie 2014 aduce o nouă schimbare la nivelul echipei tehnice Ioan Ani-Senocico fiind înlocuit de Carmen Amariei. Pe plan intern „U” Alexandrion, la sfârșitul sezonului regulat, se poziționează pe locul XI iar sfârșitul fazei de play-out pe locul X.
Sezonul 2015-2016 „U” Alexandrion se clasează din nou pe locul X. La sfârșitul sezonului Alexandrion și „U” Cluj nu reînnoiesc acordul din 2014 astfel perioada „Alexandrion” se încheie. În vara anului 2016, Cristina Laslo, handbalista Universității Cluj a cucerit cu echipa națională Under 20 a României medalia de bronz la Campionatul Mondial de tineret organizat în Rusia, după ce a învins reprezentativa Germaniei cu scorul de 26-25 (17-10), în finala mică a competiției. Cristina Laslo a fost cea mai bună marcatoare a partidei și a fost desemnată cel mai bun coordonator de joc al turneului final. Pe lângă Laslo, Universitatea Cluj a mai dat lotului național alte trei jucătoare: Alexandra Dindiligan, Alexandra Severin și Sonia Vasiliu. Florentin Pera, în noiembrie 2016, este numit antrenor după ce Carmen Amariei a fost demisă. Al treilea an consecutiv, în sezonul 2016-2017 Universitatea Cluj se poziționează pe locul X. În intersezon Adi Popovici îl înlocuiește pe Florentin Pera, plecat la HC Dunărea Brăila. După patru etape din sezonul 2017-2018 a Ligii Naționale de handbal feminin Adi Popovici a fost înlocuit cu Alin Bondar. La sfârșitul sezonului 2017-2018 echipa clujeană se clasează. pentru al patrulea an consecutiv. pe locul X. Campionatul 2018-2019 a adus un rezultat și mai slab, poziția a XII-a, Universitatea Cluj fiind nevoită să dispute un baraj pentru a rămâne în Liga Națională. Cu un rezultat de egalitate și două victorii, „U” Cluj a câștigat turneul de baraj și astfel și-a păstrat locul în Liga Națională și în sezonul 2019-2020. Sezonul 2019-2020 Universitatea Cluj se poziționează din nou pe locul XII. într-un an competițional afectat de pandemiei de coronaviroză cauzată de noul coronavirus 2019-nCoV (SARS-CoV-2), care s-a încheiat fără a se mai disputa ultimele șapte etape, cu rămânerea în vigoare a clasamentului valabil la data de 11 martie 2020, când s-a desfășurat ultimul meci, fără a retrograda nici o echipă și fără a se acorda titlul și medalii. De asemenea la sfârșitul sezonului, antrenorul Alin Bondar și-a încheiat mandatul la conducerea tehnică a echipei. Din 10 iunie până pe 24 noiembrie 2020 antrenorul echipei a fost Alexandru Curescu. După demiterea lui Alexandru Curescu echipa a fost condusă de Sebastian Micola din postura de antrenor secund. La sfârșitul sezonului 2020-2021 echipa clujeană s-a clasat pe locul XIV și astfel, după 25 de ani în primul eșalon al handbalului românesc și la 6 ani de la ultima participare într-o competiție europeană, a retrogradat. În urma acestui fapt conducerea administrativă și tehnică a secției de handbal a fost schimbată, iar Ioan Ani-Senocico a fost numit director tehnic. De asemenea pivotul Florina Chintoan a părăsit „U” Cluj după 18 ani.
În primul sezon petrecut după retrogradare, în Divizia A, „U” Cluj a terminat pe locul secund în Seria B și a primit astfel dreptul de participare la barajul de promovare-retrogradare împreună cu locul secund în Seria A și echipele clasate pe locurile 11 și 12 în Liga Națională ediția 2021-2022. La finalul turneului de baraj, cu două înfrângeri și o victorie, echipa clujeană nu reușit să promoveze în Liga Națională. La sfârșitul sezonului 2022-2023 echipa clujeană a terminat pe locul secund în Seria C și a participat la Turneul final al campionatului. Cu două înfrângeri și o victorie „U” Cluj s-a clasat pe locul VI.

## Sală
| - Nume: Sala Sporturilor „Horia Demian” - Oraș: Cluj-Napoca, România - Capacitate: 2800 locuri - Adresă: Splaiul Independenței nr. 5, Cluj-Napoca - Localizare: Google Maps | - Nume: Sala Polivalentă” - Oraș: Cluj-Napoca, România - Capacitate: 7227 locuri - Adresă: Aleea Stadionului nr. 2, Cluj-Napoca - Localizare: Google Maps |

## Lotul de jucătoare 2024/25
Conform paginii oficiale a clubului:
| Portari - 15 Denisa Popa - 26 Viorica Țăgean Extreme Extreme stânga - 02 Tania Fechete - 05 Ariana Cercel - 70 Alyssia Daróczi Extreme dreapta - 18 Luana Drăgunoiu - 95 Andrada Chirilă Pivoți - 66 Ilinca Crișan - 71 Alexandra Ploscar - 98 Cristina Irimia | Centri - 09 Iulia Sava - 25 Ana Maria Stana Intermediari - 04 Sofia Mureșan - 11 Carina Cantor - 18 Alyssa Miron - 24 Lara Sarca - 42 Cristina Lung - 77 Andreea Vălean |

## Banca tehnică
Conform paginii oficiale a clubului:
| Nume                    | Ocupație       |
| ----------------------- | -------------- |
| Valentina Ardean-Elisei | Antrenor       |
| Andrei Ciceu            | Kinetoterapeut |

## Conducerea administrativă
Conform paginii oficiale a clubului:
| Nume           | Ocupație          |
| -------------- | ----------------- |
| Sorin Grozav   | Președinte        |
| Gabriel Ghenov | Președinte secție |
| Cristi Coroian | Director sportiv  |

## Marcatoare în competițiile europene
Conform Federației Europene de Handbal și Federației Române de Handbal:
| Sezon   | Competiție       | Poz. | Nume                 | Goluri |
| ------- | ---------------- | ---- | -------------------- | ------ |
|         |                  |      |                      |        |
| 2003-04 | Cupa Challenge   |      |                      |        |
| 2003-04 | Cupa Challenge   | 1    | Mihaela Senocico     | 28     |
| 2003-04 | Cupa Challenge   | 2    | Mihaela Urcan        | 19     |
| 2003-04 | Cupa Challenge   | 3    | Ancuța Mureșan       | 15     |
| 2003-04 | Cupa Challenge   | 4    | Melinda Marton       | 13     |
| 2003-04 | Cupa Challenge   | 4    | Andreea Vlad         | 13     |
| 2003-04 | Cupa Challenge   | 5    | Alina Petrache       | 12     |
| 2003-04 | Cupa Challenge   | 5    | Georgeta Vârtic      | 12     |
| 2003-04 | Cupa Challenge   | 6    | Mirela Tutunaru      | 3      |
| 2003-04 | Cupa Challenge   | 7    | Anca Amariei         | 1      |
| 2003-04 | Cupa Challenge   | 7    | Florina Bîrsan       | 1      |
| 2003-04 | Cupa Challenge   | 7    | Marinela Gherman     | 1      |
|         |                  |      |                      |        |
| 2006-07 | Cupa Challenge   |      |                      |        |
| 2006-07 | Cupa Challenge   | 1    | Mihaela Senocico     | 113    |
| 2006-07 | Cupa Challenge   | 2    | Magdalena Paraschiv  | 72     |
| 2006-07 | Cupa Challenge   | 3    | Florina Bîrsan       | 53     |
| 2006-07 | Cupa Challenge   | 4    | Amelia Busuioceanu   | 46     |
| 2006-07 | Cupa Challenge   | 5    | Adriana Tudorache    | 44     |
| 2006-07 | Cupa Challenge   | 6    | Marinela Gherman     | 31     |
| 2006-07 | Cupa Challenge   | 7    | Anca Amariei         | 25     |
| 2006-07 | Cupa Challenge   | 8    | Gianina Toncean      | 24     |
| 2006-07 | Cupa Challenge   | 9    | Andreea Vlad         | 20     |
| 2006-07 | Cupa Challenge   | 10   | Gabriela Halațiu     | 6      |
| 2006-07 | Cupa Challenge   | 11   | Ana Maria Pop        | 3      |
| 2006-07 | Cupa Challenge   | 11   | Andrada Scrobotă     | 3      |
| 2006-07 | Cupa Challenge   | 12   | Imola Berei          | 1      |
|         |                  |      |                      |        |
| 2007-08 | Cupa Cupelor     |      |                      |        |
| 2007-08 | Cupa Cupelor     | 1    | Mihaela Ani-Senocico | 33     |
| 2007-08 | Cupa Cupelor     | 1    | Amelia Busuioceanu   | 33     |
| 2007-08 | Cupa Cupelor     | 2    | Carmen Lungu         | 24     |
| 2007-08 | Cupa Cupelor     | 3    | Florina Bîrsan       | 21     |
| 2007-08 | Cupa Cupelor     | 4    | Magdalena Paraschiv  | 15     |
| 2007-08 | Cupa Cupelor     | 5    | Nicoleta Dincă       | 9      |
| 2007-08 | Cupa Cupelor     | 5    | Ancuța Mureșan       | 9      |
| 2007-08 | Cupa Cupelor     | 6    | Marinela Gherman     | 5      |
| 2007-08 | Cupa Cupelor     | 7    | Anca Amariei         | 4      |
| 2007-08 | Cupa Cupelor     | 8    | Daniela Brînzan      | 2      |
| 2007-08 | Cupa Cupelor     | 8    | Andrada Scrobotă     | 2      |
| 2007-08 | Cupa Cupelor     | 8    | Adriana Tudorache    | 2      |
| 2007-08 | Cupa Cupelor     | 9    | Gabriela Halațiu     | 1      |
|         |                  |      |                      |        |
| 2010-11 | Liga Campionilor |      |                      |        |
| 2010-11 | Liga Campionilor | 1    | Mihaela Tivadar      | 16     |
| 2010-11 | Liga Campionilor | 2    | Florina Chintoan     | 12     |
| 2010-11 | Liga Campionilor | 2    | Simona Vintilă       | 12     |
| 2010-11 | Liga Campionilor | 3    | Mihaela Ani-Senocico | 11     |
| 2010-11 | Liga Campionilor | 4    | Nicoleta Dincă       | 9      |
| 2010-11 | Liga Campionilor | 5    | Magdalena Paraschiv  | 8      |
| 2010-11 | Liga Campionilor | 6    | Laura Oltean         | 4      |
| 2010-11 | Liga Campionilor | 7    | Roxana Joldeș        | 2      |
| 2010-11 | Liga Campionilor | 8    | Adriana Tudorache    | 1      |
|         |                  |      |                      |        |
| 2010-11 | Cupa EHF         |      |                      |        |
| 2010-11 | Cupa EHF         | 1    | Magdalena Paraschiv  | 11     |
| 2010-11 | Cupa EHF         | 1    | Mihaela Tivadar      | 11     |
| 2010-11 | Cupa EHF         | 2    | Mihaela Ani-Senocico | 10     |
| 2010-11 | Cupa EHF         | 2    | Florina Chintoan     | 10     |
| 2010-11 | Cupa EHF         | 3    | Simona Vintilă       | 5      |
| 2010-11 | Cupa EHF         | 4    | Daniela Brînzan      | 4      |
| 2010-11 | Cupa EHF         | 5    | Nicoleta Dincă       | 3      |
| 2010-11 | Cupa EHF         | 5    | Laura Oltean         | 3      |
|         |                  |      |                      |        |
| 2011-12 | Liga Campionilor |      |                      |        |
| 2011-12 | Liga Campionilor | 1    | Mihaela Ani-Senocico | 15     |
| 2011-12 | Liga Campionilor | 2    | Nicoleta Dincă       | 9      |
| 2011-12 | Liga Campionilor | 3    | Florina Chintoan     | 8      |
| 2011-12 | Liga Campionilor | 3    | Adriana Stoian       | 8      |
| 2011-12 | Liga Campionilor | 4    | Mihaela Tivadar      | 7      |
| 2011-12 | Liga Campionilor | 5    | Magdalena Paraschiv  | 4      |
| 2011-12 | Liga Campionilor | 6    | Ștefania Florea      | 1      |
| 2011-12 | Liga Campionilor | 6    | Raluca Pomohaci      | 1      |
| 2011-12 | Liga Campionilor | 6    | Alina Țurcaș         | 1      |
|         |                  |      |                      |        |
| 2011-12 | Cupa Cupelor     |      |                      |        |
| 2011-12 | Cupa Cupelor     | 1    | Mihaela Tivadar      | 25     |
| 2011-12 | Cupa Cupelor     | 2    | Mihaela Ani-Senocico | 23     |
| 2011-12 | Cupa Cupelor     | 3    | Florina Chintoan     | 16     |
| 2011-12 | Cupa Cupelor     | 4    | Adriana Stoian       | 12     |
| 2011-12 | Cupa Cupelor     | 5    | Clara Vădineanu      | 10     |
| 2011-12 | Cupa Cupelor     | 6    | Magdalena Paraschiv  | 9      |
| 2011-12 | Cupa Cupelor     | 7    | Laura Oltean         | 8      |
| 2011-12 | Cupa Cupelor     | 8    | Andreea Tetean       | 5      |
| 2011-12 | Cupa Cupelor     | 9    | Raluca Pomohaci      | 3      |
| 2011-12 | Cupa Cupelor     | 10   | Ștefania Florea      | 2      |
| 2011-12 | Cupa Cupelor     | 11   | Nicoleta Dincă       | 1      |
|         |                  |      |                      |        |
| 2012-13 | Liga Campionilor |      |                      |        |
| 2012-13 | Liga Campionilor | 1    | Mihaela Ani-Senocico | 34     |
| 2012-13 | Liga Campionilor | 2    | Mihaela Tivadar      | 32     |
| 2012-13 | Liga Campionilor | 3    | Carmen Cartaș        | 31     |
| 2012-13 | Liga Campionilor | 4    | Florina Chintoan     | 30     |
| 2012-13 | Liga Campionilor | 5    | Nicoleta Dincă       | 29     |
| 2012-13 | Liga Campionilor | 6    | Clara Vădineanu      | 18     |
| 2012-13 | Liga Campionilor | 7    | Magdalena Paraschiv  | 15     |
| 2012-13 | Liga Campionilor | 8    | Ștefania Florea      | 5      |
| 2012-13 | Liga Campionilor | 9    | Raluca Mihai         | 2      |
| 2012-13 | Liga Campionilor | 9    | Nicoleta Safta       | 2      |
|         |                  |      |                      |        |
| 2013-14 | Cupa EHF         |      |                      |        |
| 2013-14 | Cupa EHF         | 1    | Laura Popa           | 33     |
| 2013-14 | Cupa EHF         | 2    | Mihaela Ani-Senocico | 18     |
| 2013-14 | Cupa EHF         | 3    | Cristina Laslo       | 16     |
| 2013-14 | Cupa EHF         | 4    | Florina Chintoan     | 15     |
| 2013-14 | Cupa EHF         | 4    | Irina Ivan           | 15     |
| 2013-14 | Cupa EHF         | 5    | Roxana Cîrjan        | 13     |
| 2013-14 | Cupa EHF         | 6    | Andreea Tetean       | 12     |
| 2013-14 | Cupa EHF         | 6    | Simona Vintilă       | 12     |
| 2013-14 | Cupa EHF         | 7    | Cristina Boian       | 10     |
| 2013-14 | Cupa EHF         | 7    | Ștefania Florea      | 10     |
| 2013-14 | Cupa EHF         | 7    | Abigail Vălean       | 10     |
| 2013-14 | Cupa EHF         | 8    | Raluca Mihai         | 6      |
| 2013-14 | Cupa EHF         | 9    | Magdalena Paraschiv  | 4      |
| 2013-14 | Cupa EHF         | 10   | Cristina Enache      | 1      |
| 2013-14 | Cupa EHF         | 10   | Alexandra Lup        | 1      |
|         |                  |      |                      |        |
| 2014-15 | Cupa Cupelor     |      |                      |        |
| 2014-15 | Cupa Cupelor     | 1    | Laura Popa           | 10     |
| 2014-15 | Cupa Cupelor     | 2    | Mihaela Ani-Senocico | 9      |
| 2014-15 | Cupa Cupelor     | 2    | Florina Chintoan     | 9      |
| 2014-15 | Cupa Cupelor     | 3    | Magdalena Paraschiv  | 7      |
| 2014-15 | Cupa Cupelor     | 4    | Corina Biriș         | 4      |
| 2014-15 | Cupa Cupelor     | 5    | Roxana Cîrjan        | 2      |
| 2014-15 | Cupa Cupelor     | 5    | Irina Ivan           | 2      |
| 2014-15 | Cupa Cupelor     | 5    | Cristina Laslo       | 2      |
| 2014-15 | Cupa Cupelor     | 5    | Andreea Tetean       | 2      |
| 2014-15 | Cupa Cupelor     | 6    | Cristina Boian       | 1      |

| Poz. | Nume                                  | Goluri |
| ---- | ------------------------------------- | ------ |
|      |                                       |        |
| 1    | Mihaela Senocico/Mihaela Ani-Senocico | 294    |
| 2    | Florina Bîrsan/Florina Chintoan       | 175    |
| 3    | Magdalena Paraschiv                   | 145    |
| 4    | Mihaela Urcan/Mihaela Tivadar         | 110    |
| 5    | Amelia Busuioceanu                    | 79     |
| 6    | Nicoleta Dincă                        | 60     |
| 7    | Adriana Tudorache                     | 47     |
| 8    | Laura Popa                            | 43     |
| 9    | Marinela Gherman                      | 37     |
| 10   | Andreea Vlad                          | 33     |
| 11   | Carmen Cartaș                         | 31     |
| 12   | Anca Amariei                          | 30     |
| 13   | Simona Vintilă                        | 29     |
| 14   | Clara Vădineanu                       | 28     |
| 15   | Carmen Amariei                        | 24     |
| 15   | Ancuța Mureșan                        | 24     |
| 15   | Gianina Toncean                       | 24     |
| 16   | Adriana Stoian                        | 20     |
| 17   | Andreea Tetean                        | 19     |
| 20   | Ștefania Florea                       | 18     |
| 20   | Cristina Laslo                        | 18     |
| 21   | Irina Ivan                            | 17     |
| 22   | Roxana Cîrjan                         | 15     |
| 22   | Laura Oltean                          | 15     |
| 23   | Melinda Marton                        | 13     |
| 24   | Alina Petrache                        | 12     |
| 24   | Raluca Pomohaci/Raluca Mihai          | 12     |
| 24   | Georgeta Vârtic                       | 12     |
| 25   | Cristina Boian                        | 11     |
| 26   | Abigail Vălean                        | 10     |
| 27   | Gabriela Halațiu                      | 7      |
| 28   | Daniela Brînzan                       | 6      |
| 29   | Andrada Scrobotă                      | 5      |
| 30   | Corina Biriș                          | 4      |
| 31   | Ana Maria Pop                         | 3      |
| 31   | Mirela Tutunaru                       | 3      |
| 32   | Roxana Joldeș                         | 2      |
| 32   | Nicoleta Safta                        | 2      |
| 33   | Imola Berei                           | 1      |
| 33   | Cristina Enache                       | 1      |
| 33   | Alexandra Lup                         | 1      |
| 33   | Alina Țurcaș                          | 1      |

## Marcatoare în competițiile naționale
| Sezon                | Nume | Goluri |
| -------------------- | ---- | ------ |
|                      |      |        |
| 2009-10              |      |        |
| Simona Vintilă       | 167  |        |
|                      |      |        |
| 2010-11              |      |        |
| Mihaela Tivadar      | 141  |        |
|                      |      |        |
| 2011-12              |      |        |
|                      |      |        |
|                      |      |        |
| 2012-13              |      |        |
| Florina Chintoan     | 107  |        |
|                      |      |        |
| 2013-14              |      |        |
| Mihaela Ani-Senocico | 202  |        |
|                      |      |        |
| 2014-15              |      |        |
| Florina Chintoan     | 204  |        |
|                      |      |        |
| 2015-16              |      |        |
| Cristina Laslo       | 127  |        |
|                      |      |        |
| 2016-17              |      |        |
| Cristina Laslo       | 113  |        |
|                      |      |        |
| 2017-18              |      |        |
| Mihaela Ani-Senocico | 169  |        |
|                      |      |        |
| 2018-19              |      |        |
| Mihaela Ani-Senocico | 160  |        |
|                      |      |        |
| 2019-20              |      |        |
| Florina Chintoan     | 70   |        |
|                      |      |        |
| 2020-21              |      |        |
| Diana Lazăr          | 131  |        |

| Ediție               | Nume | Goluri |
| -------------------- | ---- | ------ |
|                      |      |        |
| 2012-13              |      |        |
| Carmen Cartaș        | 10   |        |
|                      |      |        |
| 2013-14              |      |        |
| Mihaela Ani-Senocico | 11   |        |
|                      |      |        |
| 2014-15              |      |        |
| Florina Chintoan     | 10   |        |
| Laura Popa           | 10   |        |
|                      |      |        |
| 2015-16              |      |        |
| Florina Chintoan     | 26   |        |
|                      |      |        |
| 2016-17              |      |        |
| Alexandra Dindiligan | 7    |        |
| Diana Puiu           | 7    |        |
|                      |      |        |
| 2017-18              |      |        |
| Mihaela Ani-Senocico | 7    |        |
|                      |      |        |
| 2018-19              |      |        |
| Mihaela Ani-Senocico | 27   |        |
|                      |      |        |
| 2019-20              |      |        |
| Alexandra Dindiligan | 19   |        |
|                      |      |        |
| 2020-21              |      |        |
| Florentina Moisin    | 6    |        |
|                      |      |        |
| 2021-22              |      |        |
| Larisa Șerban        | 9    |        |
|                      |      |        |
| 2022-23              |      |        |
| Cristina Crețu       | 4    |        |
| Larisa Șerban        | 4    |        |
|                      |      |        |
| 2023-24              |      |        |
| Larisa Șerban        | 7    |        |

| Ediție          | Nume | Goluri |
| --------------- | ---- | ------ |
|                 |      |        |
| 2012-13         |      |        |
| Mihaela Tivadar | 7    |        |

## Jucătoare notabile
| - Carmen Amariei - Mihaela Ani-Senocico - Larissa Araújo - Alina Ariton - Ana Maria Berbece - Cristina Boian - Tamara Bokarić - Oana Bondar - Daniela Brânzan - Amelia Busuioceanu - Carmen Cartaș - Florina Chintoan - Oana Chirilă - Martina Ćorković - Nicoleta Dincă - Alexandra Dindiligan - Cristina Dogaru-Cucuian - Cristina Enache - Macarena Gandulfo - Marinela Gherman - Florentina Grecu - Florența Ilie - Annamária Ilyés - Florina Chintoan - Mădălina Ion - Roxana Joldeș - Cristina Laslo - Diana Lazăr | - Paulina Masna - Ana Maria Măzăreanu - Raluca Mihai - Ionica Munteanu - Rebeca Necula - Laura Oltean - Magdalena Paraschiv - Alina Petrache - Viktória Petróczi - Raluca Petruș - Laura Popa - Andrada Preda - Alexandra Prodan - Nicoleta Safta - Alexandra Severin - Adriana Stoian - Aleksandra Stokłosa - Alla Șeiko - Viorica Șuba - Réka Tamás - Gianina Toncean - Alina Țurcaș - Sonia Vasiliu - Clara Vădineanu - Abigail Vălean - Georgeta Vârtic - Simona Vintilă - Judith Vizuete |

## Antrenori notabili
- Gheorghe Mărginean
- Dinu Cojocaru
- Liviu Jurcă
- Gheorghe Covaciu
- Horațiu Pașca
- Carmen Amariei
- Florentin Pera